# Önas Prince
Önas Prince, född 1 maj 2017 i Nossebro i Västra Götalands län, är en svensk varmblodig travhäst. Han tränas och körs av Per Nordström, som har sin verksamhet på en gård söder om Sjöbo i Skåne län. Han sköts om av Emma Nordström. Hans hemmabana är Jägersro.
Önas Prince började tävla i september 2019 och tog sin första seger i första starten. Han har till juli 2022 sprungit in 9,1 miljoner kronor på 34 starter varav 22 segrar, 1 andraplats och 4 tredjeplatser. Han har tagit karriärens hittills största segrar i Premio Going Kronos (2020), Konung Gustaf V:s Pokal (2021), Sprintermästaren (2021), Breeders' Crown (2021) och Paralympiatravet (2024). Han har även kommit på andraplats i Svenskt Travderby (2021) och på tredjeplats i Hugo Åbergs Memorial (2022). Han har även segrat i Ina Scots Ära (2021).
Han var både den vinstrikaste och segerrikaste hästen i Sverige under 2021.

## Karriär

### Säsongen 2019
Önas Prince debuterade på tävlingsbanan den 20 september 2019 med att segra i ett tvååringslopp på Kalmartravet. Han deltog inte i något stort lopp som tvååring, exempelvis Svensk Uppfödningslöpning, då han endast hann göra två starter som tvååring eftersom han drabbades av en muskelsträckning som tog tid att läka. Han fick istället sitt genombrott som treåring 2020.

### Säsongen 2020
Som treåring årsdebuterade han den 14 mars 2020 med att ta en seger på Halmstadtravet. Nästa start blev den 28 mars 2020 i Margaretas Tidiga Unghästserie där han tog en tredjeplats. Han vann sedan Vårfavoriten den 22 april 2020 på Solvalla i imponerande stil med fem längder före tvåan i mål. Han var obesegrad i fyra raka lopp mellan juni och september 2020. Han segrade bland annat i Premio Going Kronos den 28 juli 2020, som är ett grupp 2-lopp som går av stapeln samma dag som Hugo Åbergs Memorial. Han segrade även i ett uttagningslopp till Svenskt Trav-Kriterium den 11 september 2020. Han blev därmed Per Nordströms andra häst genom tiderna som lyckats kvalificera sig för Kriteriefinalen, tidigare endast Nimbus C.D. (2013). I finalen slutade han oplacerad. Han avslutade året med en seger i ett treåringslopp på Jägersro den 9 december 2020.

### Säsongen 2021
Som fyraåring årsdebuterade han den 30 mars 2021 med att segra i Fyraåringstoppen på Jägersro. Han tog sin tredje raka seger den 10 april 2021 i Derby Trial på Jägersro, där han segrade med fyra längder före tvåan Revelation. Nästa uppgift blev Konung Gustaf V:s Pokal. Han segrade i sitt uttagningslopp den 23 april 2021 och kom även att segra i finalen den 8 maj 2021. Han tog därmed sin första seger i ett grupp 1-lopp och första segern med en sjusiffrig prispeng. Han segrade därefter i Ina Scots Ära den 5 juni 2021 vilket var hans sjunde raka seger. Nästa stora uppgift blev Sprintermästaren den 8 juli 2021, där han vann segrade i både försök och final. Han vann finalen från positionen utvändigt om ledaren.
Hösten stora uppgift blev Svenskt Travderby. Han vann sitt uttagningslopp den 24 augusti i vad som var hans tionde raka seger. I finalen den 5 september slutade han på andraplats efter att ha besegrats av Calgary Games som vann på nytt världsrekord. Önas Prince var tillbaka i vinnarcirkeln redan i starten därefter, då han segrade i Fyraåringstoppen på Jägersro den 12 oktober 2021. Han segrade därefter i både semifinal och final av Breeders' Crown för 4-åriga hingstar och valacker. Efter segern var kusk och tränare Per Nordström tagen och beskrev honom som ett unikum och den bästa häst han kört. Totalt segrade Önas Prince i 12 av 14 starter under 2021 och han var obesegrad från december 2020 till september 2021. Han var både den vinstrikaste och segerrikaste hästen i Sverige under 2021.

### Säsongen 2022
Som femåring årsdebuterade han den 15 april 2022 med en tredjeplats i Prins Carl Philips Jubileumspokal på Färjestadstravet. Han travade i ledningen och ledde in på upploppet men passerades av utvändige San Moteur och Best Ofdream Trio. Den förstanämnde vann loppet på nytt absolut banrekord med tiden 1.09,4 över 1640 meter.

## Statistik
| Statistik för Önas Prince (Ref.) | Statistik för Önas Prince (Ref.) | Statistik för Önas Prince (Ref.) | Statistik för Önas Prince (Ref.) | Statistik för Önas Prince (Ref.) | Statistik för Önas Prince (Ref.) |
| -------------------------------- | -------------------------------- | -------------------------------- | -------------------------------- | -------------------------------- | -------------------------------- |
| Starter                          | Placeringar                      | Startprissumma                   | Segerprocent                     | Platsprocent                     | Rekord                           |
| 28                               | 20-1-2                           | 8 427 700 kr                     | 71 %                             | 82 %                             | 09,6ak, 09,8aak, 11,1am, 12,1al  |

### Större segrar
| År   | Lopp                         | Kusk          | Vinstbelopp   | Grupp   |
| ---- | ---------------------------- | ------------- | ------------- | ------- |
| 2020 | Vårfavoriten                 | Per Nordström | 200 000 SEK   | -       |
| 2020 | Premio Going Kronos          | Per Nordström | 700 000 SEK   | Grupp 2 |
| 2021 | Konung Gustaf V:s Pokal      | Per Nordström | 1 000 000 SEK | Grupp 1 |
| 2021 | Ina Scots Ära                | Per Nordström | 250 000 SEK   | -       |
| 2021 | Sprintermästaren             | Per Nordström | 1 100 000 SEK | Grupp 1 |
| 2021 | Breeders' Crown, 4-åriga h/v | Per Nordström | 1 600 000 SEK | Grupp 1 |
| 2024 | Paralympiatravet             | Per Nordström | 1 500 000 SEK | Grupp 1 |

## Utmärkelser

### Hästgalan
Vid den svenska Hästgalan den 12 februari 2022 var Önas Prince en av de fyra nominerade hästarna i kategorierna "Årets Häst" och "Årets 4-åring" 2021. Önas Prince förlorade båda utmärkelserna till Calgary Games. Önas Princes tränare Per Nordström vann dock utmärkelsen "Årets Tränare" vilket till stor del berodde på framgångarna med Önas Prince under året. Önas Princes uppfödare Tomas Jonsson (Stall Öna) vann även utmärkelsen "Årets Uppfödarbragd".
| År   | Nominerad       | Resultat | Ref.          |
| ---- | --------------- | -------- | ------------- |
| 2021 | "Årets häst"    | 2        | [ 26 ] [ 28 ] |
| 2021 | "Årets 4-åring" | 2        | [ 26 ] [ 28 ] |